# سعد محمد الحسن
سعد محمد الحسن (1957-2015)، شاعر شعبي عراقي، يعد من مؤسسي الحركة الشعرية في محافظة ميسان في العراق، شغل منصب رئيس الاتحاد العام للشعراء الشعبيين العراقيين في «محافظة ميسان»، ومثل العراق في عدد من المحافل الشعرية في الوطن العربي. وهو شيخ عشيرة «البَهَادِل » " البو حبيب " في «ميسان». توفي في 25 فبراير 2015، اختناقًا، بعد أن شبَّ حريق في منزله، الواقع في قضاء الكحلاء جنوب مدينة العمارة.